# Lijst van voetbalinterlands Jamaica - Nederlandse Antillen
Deze lijst van voetbalinterlands is een overzicht van alle officiële voetbalwedstrijden tussen de nationale teams van Jamaica en de Nederlandse Antillen. De landen speelden dertien keer tegen elkaar. De eerste ontmoeting, een vriendschappelijke wedstrijd, werd gespeeld  in Kingston op 7 juli 1962. Het laatste duel, een groepswedstrijd tijdens de Caribbean Cup 1998, vond plaats op 24 juli 1998 in de Jamaicaanse hoofdstad.

## Wedstrijden
| №  | Plaats       | Datum            | Competitie                               | Wedstrijd                      | Uitslag |
| -- | ------------ | ---------------- | ---------------------------------------- | ------------------------------ | ------- |
| 1  | Kingston     | 7 juli 1962      | Vriendschappelijk                        | Jamaica – Nederlandse Antillen | 4 – 4   |
| 2  | Kingston     | 9 juli 1962      | Vriendschappelijk                        | Jamaica – Nederlandse Antillen | 2 – 1   |
| 3  | Kingston     | 11 juli 1962     | Vriendschappelijk                        | Jamaica – Nederlandse Antillen | 1 – 2   |
| 4  | Kingston     | 15 augustus 1962 | Vriendschappelijk                        | Jamaica – Nederlandse Antillen | 1 – 3   |
| 5  | Kingston     | 27 februari 1963 | Vriendschappelijk                        | Jamaica – Nederlandse Antillen | 1 – 2   |
| 6  | Kingston     | 4 maart 1963     | Vriendschappelijk                        | Jamaica – Nederlandse Antillen | 1 – 2   |
| 7  | San Salvador | 30 maart 1963    | CONCACAF-kampioenschap 1963              | Nederlandse Antillen – Jamaica | 2 – 1   |
| 8  | Kingston     | 23 januari 1965  | WK 1966 kwalificatie                     | Jamaica – Nederlandse Antillen | 2 – 0   |
| 9  | Havana       | 3 februari 1965  | WK 1966 kwalificatie                     | Nederlandse Antillen – Jamaica | 0 – 0   |
| 10 | San Juan     | 14 juni 1966     | Vriendschappelijk                        | Nederlandse Antillen – Jamaica | 1 – 0   |
| 11 | Kingston     | 11 januari 1967  | CONCACAF-kampioenschap 1967 kwalificatie | Jamaica – Nederlandse Antillen | 1 – 1   |
| 12 | San José     | 6 december 1969  | CONCACAF-kampioenschap 1969              | Nederlandse Antillen – Jamaica | 2 – 1   |
| 13 | Kingston     | 24 juli 1998     | Caribbean Cup 1998                       | Jamaica – Nederlandse Antillen | 1 – 2   |

## Samenvatting
| Competitie                     | Totaal gespeeld | Winst Jamaica | Gelijk | Winst Ned. Ant. | Doelsaldo Jamaica – Ned. Ant. |
| ------------------------------ | --------------- | ------------- | ------ | --------------- | ----------------------------- |
| WK-kwalificatie                | 2               | 1             | 1      | 0               | 2 − 0                         |
| CONCACAF Gold Cup              | 2               | 0             | 0      | 2               | 2 − 4                         |
| CONCACAF Gold Cup-kwalificatie | 1               | 0             | 1      | 0               | 1 − 1                         |
| Caribbean Cup                  | 1               | 1             | 0      | 0               | 3 − 2                         |
| Vriendschappelijk              | 7               | 1             | 1      | 5               | 10 − 15                       |
| Totaal                         | 13              | 3             | 3      | 7               | 18 − 22                       |

JFF · A-internationals · Bondscoaches · Selecties · Statistieken · Jamaicaans vrouwenelftal · Olympisch elftal · Jamaica U21 · Jamaica U19 · Jamaica U17
1920 – 1959 · 
1960 – 1969 · 
1970 – 1979 · 
1980 – 1989 · 
1990 – 1999 · 
2000 – 2009 · 
2010 – 2019 · 
2020 – 2029
Gold Cup 1991 · 
Gold Cup 1993 · 
Gold Cup 1998 · 
Gold Cup 2000 · 
Gold Cup 2003 · 
Gold Cup 2005 · 
Gold Cup 2009 · 
Gold Cup 2011 · 
Gold Cup 2015
Copa América 2015
WK 1998
1925 · 
1926 · 
1927–1929 · 
1930 · 
1931 · 
1932 · 
1933–1934 · 
1935 · 
1936 · 
1937 · 
1938 · 
1939–1946 · 
1947 · 
1948 · 
1949 · 
1950 · 
1951 · 
1952 · 
1953 · 
1954–1956 · 
1957 · 
1958 · 
1959 · 
1960 · 
1961 · 
1962 · 
1963 · 
1964 · 
1965 · 
1966 · 
1967 · 
1968 · 
1969 · 
1970 · 
1971 · 
1972 · 
1973 · 
1974 · 
1975 · 
1976 · 
1977 · 
1978 · 
1979 · 
1980 · 
1981 · 
1982 · 
1983 · 
1984 · 
1985 · 
1986 · 
1987 · 
1988 · 
1989 · 
1990 · 
1991 · 
1992 · 
1993 · 
1994 · 
1995 · 
1996 · 
1997 · 
1998 · 
1999 · 
2000 · 
2001 · 
2002 · 
2003 · 
2004 · 
2005 · 
2006 · 
2007 · 
2008 · 
2009 · 
2010 · 
2011 · 
2012 · 
2013 · 
2014 · 
2015 · 
2016 ·
2017 ·
2018 ·
2019 ·
2020 ·
2021 ·
2022 ·
2023 ·
2024
Amerikaanse Maagdeneilanden ·
Antigua en Barbuda ·
Argentinië ·
Aruba ·
Australië ·
Bahama's ·
Barbados ·
Bermuda ·
Bolivia ·
Brazilië ·
Britse Maagdeneilanden ·
Bulgarije ·
Canada ·
Chili ·
China ·
Colombia ·
Costa Rica ·
Cuba ·
Curaçao ·
Dominica ·
Dominicaanse Republiek ·
Ecuador ·
Egypte ·
El Salvador ·
Engeland ·
Frankrijk ·
Ghana ·
Grenada ·
Guatemala ·
Guyana ·
Haïti ·
Honduras ·
Ierland ·
India ·
Indonesië ·
Iran ·
Japan ·
Jordanië ·
Kaaimaneilanden ·
Kameroen ·
Kroatië ·
Maleisië ·
Marokko ·
Mexico ·
Nederlandse Antillen ·
Nicaragua ·
Nieuw-Zeeland ·
Nigeria ·
Noord-Macedonië ·
Noorwegen ·
Panama ·
Paraguay ·
Peru ·
Puerto Rico ·
Qatar ·
Saint Kitts en Nevis ·
Saint Lucia ·
Saint Vincent en de Grenadines ·
Saoedi-Arabië ·
Servië ·
Suriname ·
Trinidad en Tobago ·
Uruguay ·
Venezuela ·
Verenigde Staten ·
Vietnam ·
Wales ·
Zambia ·
Zuid-Afrika ·
Zuid-Korea ·
Zweden ·
Zwitserland
NAVU · A-internationals · Nederlands-Antilliaans vrouwenelftal · Olympisch elftal
Antigua en Barbuda ·
Aruba ·
Bahama's ·
Barbados ·
Bermuda ·
Colombia ·
Costa Rica ·
Cuba ·
Denemarken ·
Dominicaanse Republiek ·
El Salvador ·
Grenada ·
Guatemala ·
Guyana ·
Haïti ·
Honduras ·
Jamaica ·
Kaaimaneilanden ·
Mexico ·
Nederland ·
Nicaragua ·
Panama ·
Puerto Rico ·
Saint Lucia ·
Saint Vincent en de Grenadines ·
Suriname ·
Trinidad en Tobago ·
Venezuela · 
Verenigde Staten